# Rubus trifoliolatus
Rubus trifoliolatus är en rosväxtart som beskrevs av Suesseng.. Rubus trifoliolatus ingår i släktet rubusar, och familjen rosväxter. Inga underarter finns listade i Catalogue of Life.